# Interlands Ivoriaans voetbalelftal 2010-2019
Deze pagina toont een chronologisch en gedetailleerd overzicht van de interlands die het Ivoriaans voetbalelftal speelde in de periode 2010 – 2019.

## Interlands

### 2010
|                                                            |          |                   |           |                                                                                        |
| 4 januari Vriendschappelijk № «onderlinge duels» 18:30 uur | Tanzania | 0 – 1             | Ivoorkust | Nationaal Stadion, Dar Es Salaam Toeschouwers: 60.000 Scheidsrechter: Odan Mbaga (TAN) |
| 4 januari Vriendschappelijk № «onderlinge duels» 18:30 uur |          | 37' Didier Drogba |           | Nationaal Stadion, Dar Es Salaam Toeschouwers: 60.000 Scheidsrechter: Odan Mbaga (TAN) |

|                                                            |        |                               |           |                                                                                         |
| 7 januari Vriendschappelijk № «onderlinge duels» 17:00 uur | Rwanda | 0 – 2                         | Ivoorkust | Nationaal Stadion, Dar Es Salaam Toeschouwers: 5.000 Scheidsrechter: Sheha Waziri (TAN) |
| 7 januari Vriendschappelijk № «onderlinge duels» 17:00 uur |        | 85' Sol Bamba 90' Brou Angoua |           | Nationaal Stadion, Dar Es Salaam Toeschouwers: 5.000 Scheidsrechter: Sheha Waziri (TAN) |

| Afrika Cup 2010 |
| --------------- |

|                                                                      |           |       |              |                                                                                        |
| 11 januari Afrika Cup 2010 Groep B № ?? «onderlinge duels» 16:00 uur | Ivoorkust | 0 – 0 | Burkina Faso | Estádio Chimandela, Cabinda Toeschouwers: 5.000 Scheidsrechter: Kacem Ben Naceur (TUN) |
| 11 januari Afrika Cup 2010 Groep B № ?? «onderlinge duels» 16:00 uur |           |       |              | Estádio Chimandela, Cabinda Toeschouwers: 5.000 Scheidsrechter: Kacem Ben Naceur (TUN) |

|                                                                      |                                                |       |                           |                                                                                     |
| 15 januari Afrika Cup 2010 Groep B № ?? «onderlinge duels» 18:30 uur | Ivoorkust                                      | 3 – 1 | Ghana                     | Estádio Chimandela, Cabinda Toeschouwers: 23.000 Scheidsrechter: Jerome Damon (RSA) |
| 15 januari Afrika Cup 2010 Groep B № ?? «onderlinge duels» 18:30 uur | Gervinho 23' Siaka Tiéné 66' Didier Drogba 90' |       | 90+3' (pen.) Asamoah Gyan | Estádio Chimandela, Cabinda Toeschouwers: 23.000 Scheidsrechter: Jerome Damon (RSA) |

|                                                                          |                                       |       |                                                             |                                                                                     |
| 24 januari Afrika Cup 2010 Kwartfinale № ?? «onderlinge duels» 19:30 uur | Ivoorkust                             | 2 – 3 | Algerije                                                    | Estádio Chimandela, Cabinda Toeschouwers: 10.000 Scheidsrechter: Eddy Maillet (SEY) |
| 24 januari Afrika Cup 2010 Kwartfinale № ?? «onderlinge duels» 19:30 uur | Salomon Kalou 4' Abdulkader Keita 90' |       | 40' Karim Matmour 90+1' Madjid Bougherra 93' Hameur Bouazza | Estádio Chimandela, Cabinda Toeschouwers: 10.000 Scheidsrechter: Eddy Maillet (SEY) |

|  |  |  |  |  |  |  |  |  |

|                                                          |           |                                   |            |                                                                              |
| 3 maart Vriendschappelijk № «onderlinge duels» 17:00 uur | Ivoorkust | 0 – 2                             | Zuid-Korea | Loftus Road, Londen Toeschouwers: 6.000 Scheidsrechter: André Marriner (ENG) |
| 3 maart Vriendschappelijk № «onderlinge duels» 17:00 uur |           | 4' Lee Dong-Gook 90' Kwak Tae-Hwi |            | Loftus Road, Londen Toeschouwers: 6.000 Scheidsrechter: André Marriner (ENG) |

|                                                         |                                        |       |                                        |                                                                                                  |
| 30 mei Vriendschappelijk № «onderlinge duels» 17:00 uur | Paraguay                               | 2 – 2 | Ivoorkust                              | Stade Joseph-Monyat, Thonon-les-Bains Toeschouwers: onbekend Scheidsrechter: Wilfried Bien (FRA) |
| 30 mei Vriendschappelijk № «onderlinge duels» 17:00 uur | Lucas Barrios 75' Aureliano Torres 90' |       | 53' Didier Drogba 73' Souleymane Bamba | Stade Joseph-Monyat, Thonon-les-Bains Toeschouwers: onbekend Scheidsrechter: Wilfried Bien (FRA) |

|                                                         |       |                                               |           |                                                                                    |
| 4 juni Vriendschappelijk № «onderlinge duels» 19:20 uur | Japan | 0 – 2                                         | Ivoorkust | Stade de Tourbillon, Sion Toeschouwers: 4.919 Scheidsrechter: Stéphan Studer (SUI) |
| 4 juni Vriendschappelijk № «onderlinge duels» 19:20 uur |       | 13' (e.d.) Marcus Tulio Tanaka 80' Kolo Touré |           | Stade de Tourbillon, Sion Toeschouwers: 4.919 Scheidsrechter: Stéphan Studer (SUI) |

| Wereldkampioenschap voetbal 2010 |
| -------------------------------- |

|                                                        |           |       |          | |
| 15 juni WK 2010 Groep G № «onderlinge duels» 16:00 uur | Ivoorkust | 0 – 0 | Portugal | Nelson Mandelabaai Stadion, Port Elizabeth Toeschouwers: 62.955 Scheidsrechter: Jorge Larrionda (URU) |
| 15 juni WK 2010 Groep G № «onderlinge duels» 16:00 uur |           |       |          | Nelson Mandelabaai Stadion, Port Elizabeth Toeschouwers: 62.955 Scheidsrechter: Jorge Larrionda (URU) |

|                                                        |                                             |       |                   | |
| 20 juni WK 2010 Groep G № «onderlinge duels» 20:30 uur | Brazilië                                    | 3 – 1 | Ivoorkust         | First National Bank Stadium, Johannesburg Toeschouwers: 84.455 Scheidsrechter: Stéphane Lannoy (FRA) |
| 20 juni WK 2010 Groep G № «onderlinge duels» 20:30 uur | Luis Fabiano 25' Luis Fabiano 50' Elano 62' |       | 69' Didier Drogba | First National Bank Stadium, Johannesburg Toeschouwers: 84.455 Scheidsrechter: Stéphane Lannoy (FRA) |

|                                                        |             |                                              |           |                                                                                        |
| 25 juni WK 2010 Groep G № «onderlinge duels» 16:00 uur | Noord-Korea | 0 – 3                                        | Ivoorkust | Mbombela Stadium, Nelspruit Toeschouwers: 34.763 Scheidsrechter: Alberto Undiano (ESP) |
| 25 juni WK 2010 Groep G № «onderlinge duels» 16:00 uur |             | 14' Yaya Touré 20' Romaric 82' Salomon Kalou |           | Mbombela Stadium, Nelspruit Toeschouwers: 34.763 Scheidsrechter: Alberto Undiano (ESP) |

|  |  |  |  |  |  |  |  |  |

|                                                              |                |       |        |                                                                                  |
| 10 augustus Vriendschappelijk № «onderlinge duels» 20:45 uur | Ivoorkust      | 1 – 0 | Italië | Boleyn Ground, Londen Toeschouwers: 11.177 Scheidsrechter: Martin Atkinson (ENG) |
| 10 augustus Vriendschappelijk № «onderlinge duels» 20:45 uur | Kolo Touré 55' |       |        | Boleyn Ground, Londen Toeschouwers: 11.177 Scheidsrechter: Martin Atkinson (ENG) |

|                                                                                 |                                                     |       |        |                                                                                               |
| 3 september Afrika Cup 2012 kwalificatie Groep H № «onderlinge duels» 17:00 uur | Ivoorkust                                           | 3 – 0 | Rwanda | Stade Félix Houphouët-Boigny, Abidjan Toeschouwers: 25.000 Scheidsrechter: Eddy Maillet (SEY) |
| 3 september Afrika Cup 2012 kwalificatie Groep H № «onderlinge duels» 17:00 uur | Yaya Touré 10' Salomon Kalou 19' Emmanuel Eboué 39' |       |        | Stade Félix Houphouët-Boigny, Abidjan Toeschouwers: 25.000 Scheidsrechter: Eddy Maillet (SEY) |

|                                                                               |         |             |           |                                                                                                   |
| 8 oktober Afrika Cup 2012 kwalificatie Groep H № «onderlinge duels» 15:30 uur | Burundi | 0 – 1       | Ivoorkust | Prince Louis Rwagasore Stadium, Bujumbura Toeschouwers: 21.000 Scheidsrechter: Adel El Raay (LBA) |
| 8 oktober Afrika Cup 2012 kwalificatie Groep H № «onderlinge duels» 15:30 uur |         | 33' Romaric |           | Prince Louis Rwagasore Stadium, Bujumbura Toeschouwers: 21.000 Scheidsrechter: Adel El Raay (LBA) |

|                                                              |                                                                    |       |              |                                                                                 |
| 17 november Vriendschappelijk № «onderlinge duels» 20:30 uur | Polen                                                              | 3 – 1 | Ivoorkust    | Stadion Miejski, Poznań Toeschouwers: 42.000 Scheidsrechter: Masaaki Tōma (JPN) |
| 17 november Vriendschappelijk № «onderlinge duels» 20:30 uur | Robert Lewandowski 19' Ludovic Obraniak 66' Robert Lewandowski 80' |       | 45' Gervinho | Stadion Miejski, Poznań Toeschouwers: 42.000 Scheidsrechter: Masaaki Tōma (JPN) |

### 2011
|                                                             |                    |       |      |                                                                                    |
| 8 februari Vriendschappelijk № «onderlinge duels» 19:00 uur | Ivoorkust          | 1 – 0 | Mali | Stade Félix Houphouët-Boigny, Abidjan Toeschouwers: 8.500 Scheidsrechter: onbekend |
| 8 februari Vriendschappelijk № «onderlinge duels» 19:00 uur | Didier Ya Konan 2' |       |      | Stade Félix Houphouët-Boigny, Abidjan Toeschouwers: 8.500 Scheidsrechter: onbekend |

|                                                                              |                                     |       |                      |                                                                             |
| 27 maart Afrika Cup 2012 kwalificatie Groep H № «onderlinge duels» 19:30 uur | Ivoorkust                           | 2 – 1 | Benin                | Accra Sports Stadium, Accra Toeschouwers: onbekend Scheidsrechter: onbekend |
| 27 maart Afrika Cup 2012 kwalificatie Groep H № «onderlinge duels» 19:30 uur | Didier Drogba 45' Didier Drogba 75' |       | 13' Seidath Tchomogo | Accra Sports Stadium, Accra Toeschouwers: onbekend Scheidsrechter: onbekend |

|                                                                            |                                               |       | |                                                                                         |
| 5 juni Afrika Cup 2012 kwalificatie Groep H № «onderlinge duels» 16:00 uur | Benin                                         | 2 – 6 | Ivoorkust                                                                                           | Stade de l'Amitie, Cotonou Toeschouwers: onbekend Scheidsrechter: Mohamed Benouza (ALG) |
| 5 juni Afrika Cup 2012 kwalificatie Groep H № «onderlinge duels» 16:00 uur | Stéphane Sessègnon 55' Stéphane Sessègnon 60' |       | 13' Didier Ya Konan 21' Didier Drogba 30' Gervinho 73' Didier Drogba 79' Gervinho 86' Wilfried Bony | Stade de l'Amitie, Cotonou Toeschouwers: onbekend Scheidsrechter: Mohamed Benouza (ALG) |

|                                                              |                                                                          |       |                                                              |                                                                                    |
| 10 augustus Vriendschappelijk № «onderlinge duels» 19:30 uur | Ivoorkust                                                                | 4 – 3 | Israël                                                       | Stade de Genève, Lancy Toeschouwers: 2.000 Scheidsrechter: Jérôme Laperrière (SUI) |
| 10 augustus Vriendschappelijk № «onderlinge duels» 19:30 uur | Yaya Touré 45+3' Didier Ya Konan 45+4' Moussa Koné 67' Didier Drogba 81' |       | 76' Itay Shechter 79' Maor Melikson 87' (pen.) Maor Melikson | Stade de Genève, Lancy Toeschouwers: 2.000 Scheidsrechter: Jérôme Laperrière (SUI) |

|                                                                                 |        |                                                                                        |           |                                                                                 |
| 3 september Afrika Cup 2012 kwalificatie Groep H № «onderlinge duels» 15:30 uur | Rwanda | 0 – 5                                                                                  | Ivoorkust | Stade Amahoro, Kigali Toeschouwers: onbekend Scheidsrechter: Gehad Gresha (EGY) |
| 3 september Afrika Cup 2012 kwalificatie Groep H № «onderlinge duels» 15:30 uur |        | 33' Salomon Kalou 42' Wilfried Bony 43' Wilfried Bony 68' Didier Ya Konan 83' Gervinho |           | Stade Amahoro, Kigali Toeschouwers: onbekend Scheidsrechter: Gehad Gresha (EGY) |

|                                                                               |                                 |       |                        | |
| 9 oktober Afrika Cup 2012 kwalificatie Groep H № «onderlinge duels» 16:00 uur | Ivoorkust                       | 2 – 1 | Burundi                | Stade Félix Houphouët-Boigny, Abidjan Toeschouwers: 50.000 Scheidsrechter: Eric Otogo-Castane (GAB) |
| 9 oktober Afrika Cup 2012 kwalificatie Groep H № «onderlinge duels» 16:00 uur | Kolo Touré 71' Yaya Touré 90+3' |       | 78' Dugary Ndabashinze | Stade Félix Houphouët-Boigny, Abidjan Toeschouwers: 50.000 Scheidsrechter: Eric Otogo-Castane (GAB) |

|                                                              |                    |       |                          |                                                                                  |
| 12 november Vriendschappelijk № «onderlinge duels» 14:15 uur | Zuid-Afrika        | 1 – 1 | Ivoorkust                | Nelson Mandela Bay, Port Elizabeth Toeschouwers: 26.000 Scheidsrechter: onbekend |
| 12 november Vriendschappelijk № «onderlinge duels» 14:15 uur | Katlego Mphela 53' |       | 36' (e.d.) Siboniso Gaxa | Nelson Mandela Bay, Port Elizabeth Toeschouwers: 26.000 Scheidsrechter: onbekend |

### 2012
|                                                             |         |                                            |           |                                                                                                  |
| 13 januari Vriendschappelijk № «onderlinge duels» 15:00 uur | Tunesië | 0 – 2                                      | Ivoorkust | Mohammed Bin Zayed Stadium, Abu Dhabi Toeschouwers: 1.300 Scheidsrechter: Ammar Al-Junaibi (UAE) |
| 13 januari Vriendschappelijk № «onderlinge duels» 15:00 uur |         | 44' Salomon Kalou 47' (pen.) Didier Drogba |           | Mohammed Bin Zayed Stadium, Abu Dhabi Toeschouwers: 1.300 Scheidsrechter: Ammar Al-Junaibi (UAE) |

|                                                             |       |       |           |  |
| 16 januari Vriendschappelijk № «onderlinge duels» 15:00 uur | Libië | 0 – 1 | Ivoorkust |  |
| 16 januari Vriendschappelijk № «onderlinge duels» 15:00 uur |       |       |           |  |

| Afrika Cup 2012 |
| --------------- |

|                                                                   |                   |       |        |                                                                                                   |
| 22 januari Afrika Cup 2012 Groep B № «onderlinge duels» 17:00 uur | Ivoorkust         | 1 – 0 | Soedan | Nuevo Estadio de Malabo, Malabo Toeschouwers: 5.000 Scheidsrechter: Rajindraparsad Seechurn (MRI) |
| 22 januari Afrika Cup 2012 Groep B № «onderlinge duels» 17:00 uur | Didier Drogba 39' |       |        | Nuevo Estadio de Malabo, Malabo Toeschouwers: 5.000 Scheidsrechter: Rajindraparsad Seechurn (MRI) |

|                                                                   |                                          |       |              |                                                                                        |
| 26 januari Afrika Cup 2012 Groep B № «onderlinge duels» 20:00 uur | Ivoorkust                                | 2 – 0 | Burkina Faso | Nuevo Estadio de Malabo, Malabo Toeschouwers: 4.000 Scheidsrechter: Gehad Grisha (EGY) |
| 26 januari Afrika Cup 2012 Groep B № «onderlinge duels» 20:00 uur | Salomon Kalou 16' Bakary Koné 82' (e.d.) |       |              | Nuevo Estadio de Malabo, Malabo Toeschouwers: 4.000 Scheidsrechter: Gehad Grisha (EGY) |

|                                                                   |                                      |       |        |                                                                                       |
| 30 januari Afrika Cup 2012 Groep B № «onderlinge duels» 19:00 uur | Ivoorkust                            | 2 – 0 | Angola | Nuevo Estadio de Malabo, Malabo Toeschouwers: 1.500 Scheidsrechter: Slim Jedidi (TUN) |
| 30 januari Afrika Cup 2012 Groep B № «onderlinge duels» 19:00 uur | Emmanuel Eboué 33' Wilfried Bony 64' |       |        | Nuevo Estadio de Malabo, Malabo Toeschouwers: 1.500 Scheidsrechter: Slim Jedidi (TUN) |

|                                                                       |                                                    |       |                    |                                                                                         |
| 4 februari Afrika Cup 2012 Kwartfinale № «onderlinge duels» 20:00 uur | Ivoorkust                                          | 3 – 0 | Equatoriaal-Guinea | Nuevo Estadio de Malabo, Malabo Toeschouwers: 12.500 Scheidsrechter: Eddy Maillet (SEY) |
| 4 februari Afrika Cup 2012 Kwartfinale № «onderlinge duels» 20:00 uur | Didier Drogba 35' Didier Drogba 69' Yaya Touré 81' |       |                    | Nuevo Estadio de Malabo, Malabo Toeschouwers: 12.500 Scheidsrechter: Eddy Maillet (SEY) |

|                                                                        |      |              |           |                                                                                        |
| 8 februari Afrika Cup 2012 Halve finale № «onderlinge duels» 20:00 uur | Mali | 0 – 1        | Ivoorkust | Stade d'Angondjé, Libreville Toeschouwers: 32.000 Scheidsrechter: Daniel Bennett (RSA) |
| 8 februari Afrika Cup 2012 Halve finale № «onderlinge duels» 20:00 uur |      | 45' Gervinho |           | Stade d'Angondjé, Libreville Toeschouwers: 32.000 Scheidsrechter: Daniel Bennett (RSA) |

|                                                                   | |       | |                                                                                       |
| 12 februari Afrika Cup 2012 Finale № «onderlinge duels» 20:30 uur | Zambia | 0 – 0 | Ivoorkust | Stade d'Angondjé, Libreville Toeschouwers: 40.000 Scheidsrechter: Badara Diatta (SEN) |
| 12 februari Afrika Cup 2012 Finale № «onderlinge duels» 20:30 uur | |       | | Stade d'Angondjé, Libreville Toeschouwers: 40.000 Scheidsrechter: Badara Diatta (SEN) |
| 12 februari Afrika Cup 2012 Finale № «onderlinge duels» 20:30 uur | Strafschoppen |       | | Stade d'Angondjé, Libreville Toeschouwers: 40.000 Scheidsrechter: Badara Diatta (SEN) |
| 12 februari Afrika Cup 2012 Finale № «onderlinge duels» 20:30 uur | Christopher Katongo Emmanuel Mayuka Isaac Chansa Felix Katongo Kennedy Mweene Nathan Sinkala Chisamba Lungu Rainford Kalaba Stophira Sunzu | 8 – 7 | Cheick Tioté Wilfried Bony Sol Bamba Max Gradel Didier Drogba Siaka Tiéné Didier Ya Konan Kolo Touré Gervinho | Stade d'Angondjé, Libreville Toeschouwers: 40.000 Scheidsrechter: Badara Diatta (SEN) |

|  |  |  |  |  |  |  |  |  |

|                                                              |           |       |        |                                                                                                |
| 29 februari Vriendschappelijk № «onderlinge duels» 18:00 uur | Ivoorkust | 0 – 0 | Guinee | Stade Félix Houphouët-Boigny, Abidjan Toeschouwers: 13.000 Scheidsrechter: Innocent Saba (BUR) |
| 29 februari Vriendschappelijk № «onderlinge duels» 18:00 uur |           |       |        | Stade Félix Houphouët-Boigny, Abidjan Toeschouwers: 13.000 Scheidsrechter: Innocent Saba (BUR) |

|                                               |           |       |      |  |
| 26 mei Vriendschappelijk № «onderlinge duels» | Ivoorkust | 2 – 1 | Mali |  |
| 26 mei Vriendschappelijk № «onderlinge duels» |           |       |      |  |

|                                                            |                                     |       |          |                                                                                              |
| 2 juni WK 2014 kwalificatie № «onderlinge duels» 19:00 uur | Ivoorkust                           | 2 – 0 | Tanzania | Stade Félix Houphouët-Boigny, Abidjan Toeschouwers: 15.000 Scheidsrechter: Slim Jedidi (TUN) |
| 2 juni WK 2014 kwalificatie № «onderlinge duels» 19:00 uur | Salomon Kalou 18' Didier Drogba 71' |       |          | Stade Félix Houphouët-Boigny, Abidjan Toeschouwers: 15.000 Scheidsrechter: Slim Jedidi (TUN) |

|                                                            |                                           |       |                                 |                                                                                       |
| 9 juni WK 2014 kwalificatie № «onderlinge duels» 21:00 uur | Marokko                                   | 2 – 2 | Ivoorkust                       | Stade de Marrakech, Marrakech Toeschouwers: 36.000 Scheidsrechter: Grisha Ghead (EGY) |
| 9 juni WK 2014 kwalificatie № «onderlinge duels» 21:00 uur | Houssine Kharja 42' Hamza Abourazzouk 89' |       | 8' Salomon Kalou 60' Kolo Touré | Stade de Marrakech, Marrakech Toeschouwers: 36.000 Scheidsrechter: Grisha Ghead (EGY) |

|                                                                  |                   |       |                |                                                                                   |
| 15 augustus Vriendschappelijk № 218 «onderlinge duels» 18:00 uur | Rusland           | 1 – 1 | Ivoorkust      | Lokomotiv Stadion, Moskou Toeschouwers: 17.000 Scheidsrechter: Cüneyt Çakır (TUR) |
| 15 augustus Vriendschappelijk № 218 «onderlinge duels» 18:00 uur | Alan Dzagojev 55' |       | 77' Max Gradel | Lokomotiv Stadion, Moskou Toeschouwers: 17.000 Scheidsrechter: Cüneyt Çakır (TUR) |

|                                                                         |                                                                        |       |                                        | |
| 8 september Afrika Cup 2013 kwalificatie № «onderlinge duels» 18:00 uur | Ivoorkust                                                              | 4 – 2 | Senegal                                | Stade Félix Houphouët-Boigny, Abidjan Toeschouwers: onbekend Scheidsrechter: Bouchaïb El Ahrach (MAR) |
| 8 september Afrika Cup 2013 kwalificatie № «onderlinge duels» 18:00 uur | Salomon Kalou 43' Gervinho 65' Didier Drogba 81' (pen.) Max Gradel 85' |       | 33' Dame N'Doye 59' Papiss Demba Cissé | Stade Félix Houphouët-Boigny, Abidjan Toeschouwers: onbekend Scheidsrechter: Bouchaïb El Ahrach (MAR) |

|                                                                        |         |                                            |           |                                                                                     |
| 13 oktober Afrika Cup 2013 kwalificatie № «onderlinge duels» 20:30 uur | Senegal | 0 – 2                                      | Ivoorkust | Stade Léopold Senghor, Dakar Toeschouwers: 53.000 Scheidsrechter: Slim Jedidi (TUN) |
| 13 oktober Afrika Cup 2013 kwalificatie № «onderlinge duels» 20:30 uur |         | 51' Didier Drogba 70' (pen.) Didier Drogba |           | Stade Léopold Senghor, Dakar Toeschouwers: 53.000 Scheidsrechter: Slim Jedidi (TUN) |

|                                                                  |            |                                                         |           |                                                                                             |
| 14 november Vriendschappelijk № 716 «onderlinge duels» 20:30 uur | Oostenrijk | 0 – 3                                                   | Ivoorkust | Linzer Stadion auf dem Gugl, Linz Toeschouwers: 13.832 Scheidsrechter: Pavel Královec (CZE) |
| 14 november Vriendschappelijk № 716 «onderlinge duels» 20:30 uur |            | 44' Didier Ya Konan 61' Didier Drogba 76' Lacina Traoré |           | Linzer Stadion auf dem Gugl, Linz Toeschouwers: 13.832 Scheidsrechter: Pavel Královec (CZE) |

### 2013
|                                                   |                                                                        |       |                                |                                                                                               |
| 14 januari Vriendschappelijk № «onderlinge duels» | Ivoorkust                                                              | 4 – 2 | Egypte                         | Al-Nahyan Stadium, Abu Dhabi Toeschouwers: 2.300 Scheidsrechter: Hamad Al Shaikh Hashmi (UAE) |
| 14 januari Vriendschappelijk № «onderlinge duels» | Gervinho 38' (pen.) Lacina Traoré 40' Gervinho 53' Didier Ya Konan 82' |       | 19' Mohamed Abo Treka 60' Gedo | Al-Nahyan Stadium, Abu Dhabi Toeschouwers: 2.300 Scheidsrechter: Hamad Al Shaikh Hashmi (UAE) |

| Afrika Cup 2013 |
| --------------- |

|                                                                   |                            |       |                      |                                                                                          |
| 22 januari Afrika Cup 2013 Groep D № «onderlinge duels» 18:00 uur | Ivoorkust                  | 2 – 1 | Togo                 | Royal Bafokeng Stadium, Rustenburg Toeschouwers: 2.000 Scheidsrechter: Sidi Alioum (CMR) |
| 22 januari Afrika Cup 2013 Groep D № «onderlinge duels» 18:00 uur | Yaya Touré 8' Gervinho 88' |       | 45+2' Jonathan Ayité | Royal Bafokeng Stadium, Rustenburg Toeschouwers: 2.000 Scheidsrechter: Sidi Alioum (CMR) |

|                                                                   |                                                 |       |      | |
| 26 januari Afrika Cup 2013 Groep D № «onderlinge duels» 18:00 uur | Ivoorkust                                       | 3 – 0 | Togo | Royal Bafokeng Stadium, Rustenburg Toeschouwers: 20.000 Scheidsrechter: Rajindraparsad Seechurn (MRI) |
| 26 januari Afrika Cup 2013 Groep D № «onderlinge duels» 18:00 uur | Gervinho 21' Yaya Touré 87' Didier Ya Konan 90' |       |      | Royal Bafokeng Stadium, Rustenburg Toeschouwers: 20.000 Scheidsrechter: Rajindraparsad Seechurn (MRI) |

|                                                                   |                                                        |       |                                     |                                                                                                 |
| 30 januari Afrika Cup 2013 Groep D № «onderlinge duels» 20:00 uur | Algerije                                               | 2 – 2 | Ivoorkust                           | Royal Bafokeng Stadium, Rustenburg Toeschouwers: 5.000 Scheidsrechter: Eric Otogo-Castane (GAB) |
| 30 januari Afrika Cup 2013 Groep D № «onderlinge duels» 20:00 uur | Sofiane Feghouli 64' (pen.) El Arbi Hillel Soudani 70' |       | 77' Didier Drogba 81' Wilfried Bony | Royal Bafokeng Stadium, Rustenburg Toeschouwers: 5.000 Scheidsrechter: Eric Otogo-Castane (GAB) |

|                                                                       |                  |       |                                     |                                                                                               |
| 3 februari Afrika Cup 2013 Kwartfinale № «onderlinge duels» 15:00 uur | Ivoorkust        | 1 – 2 | Nigeria                             | Royal Bafokeng Stadium, Rustenburg Toeschouwers: 25.000 Scheidsrechter: Djamel Haimoudi (ALG) |
| 3 februari Afrika Cup 2013 Kwartfinale № «onderlinge duels» 15:00 uur | Cheick Tioté 50' |       | 43' Emmanuel Emenike 78' Sunday Mba | Royal Bafokeng Stadium, Rustenburg Toeschouwers: 25.000 Scheidsrechter: Djamel Haimoudi (ALG) |

|  |  |  |  |  |  |  |  |  |

|                                                              |                                                           |       |        | |
| 23 maart WK 2014 kwalificatie № «onderlinge duels» 18:00 uur | Ivoorkust                                                 | 3 – 0 | Gambia | Stade Félix Houphouët-Boigny, Abidjan Toeschouwers: 20.000 Scheidsrechter: Eric Otogo-Castane (GAB) |
| 23 maart WK 2014 kwalificatie № «onderlinge duels» 18:00 uur | Wilfried Bony 49' (pen.) Yaya Touré 59' Salomon Kalou 70' |       |        | Stade Félix Houphouët-Boigny, Abidjan Toeschouwers: 20.000 Scheidsrechter: Eric Otogo-Castane (GAB) |

|                                                            |        |                                                    |           |                                                                                      |
| 8 juni WK 2014 kwalificatie № «onderlinge duels» 18:30 uur | Gambia | 0 – 3                                              | Ivoorkust | Independence Stadium, Bakau Toeschouwers: 24.000 Scheidsrechter: Janny Sikazwe (ZAM) |
| 8 juni WK 2014 kwalificatie № «onderlinge duels» 18:30 uur |        | 12' Lacina Traoré 62' Wilfried Bony 90' Yaya Touré |           | Independence Stadium, Bakau Toeschouwers: 24.000 Scheidsrechter: Janny Sikazwe (ZAM) |

|                                                |       |       |           |  |
| 12 juni Vriendschappelijk № «onderlinge duels» | Ghana | 2 – 1 | Ivoorkust |  |
| 12 juni Vriendschappelijk № «onderlinge duels» |       |       |           |  |

|                                                |       |       |           |  |
| 14 juni Vriendschappelijk № «onderlinge duels» | Ghana | 1 – 1 | Ivoorkust |  |
| 14 juni Vriendschappelijk № «onderlinge duels» |       |       |           |  |

|                                                             |                                     |       |                                                                            | |
| 16 juni WK 2014 kwalificatie № «onderlinge duels» 15:00 uur | Tanzania                            | 2 – 4 | Ivoorkust                                                                  | Benjamini Mkapa Stadion, Dar-es-Salaam Toeschouwers: 60.000 Scheidsrechter: Mehdi Abid Charef (ALG) |
| 16 juni WK 2014 kwalificatie № «onderlinge duels» 15:00 uur | Amri Kiemba 2' Thomas Ulimwengu 35' |       | 13' Lacina Traoré 23' Yaya Touré 44' (pen.) Yaya Touré 90+3' Wilfried Bony | Benjamini Mkapa Stadion, Dar-es-Salaam Toeschouwers: 60.000 Scheidsrechter: Mehdi Abid Charef (ALG) |

|                                               |         |       |           |  |
| 5 juli Vriendschappelijk № «onderlinge duels» | Nigeria | 4 – 1 | Ivoorkust |  |
| 5 juli Vriendschappelijk № «onderlinge duels» |         |       |           |  |

|                                                |                                      |       |         |  |
| 26 juli Vriendschappelijk № «onderlinge duels» | Ivoorkust                            | 2 – 0 | Nigeria |  |
| 26 juli Vriendschappelijk № «onderlinge duels» | Kévin Zougoula 5' Kévin Zougoula 25' |       |         |  |

|                                                    |                                                                            |       |                          |                                                                                          |
| 14 augustus Vriendschappelijk № «onderlinge duels» | Mexico                                                                     | 4 – 1 | Ivoorkust                | MetLife Stadium, East Rutherford Toeschouwers: 35.671 Scheidsrechter: David Gantar (CAN) |
| 14 augustus Vriendschappelijk № «onderlinge duels» | Arthur Boka 11' (e.d.) Oribe Peralta 28' Oribe Peralta 45' Ángel Reyna 89' |       | 62' (pen.) Didier Drogba | MetLife Stadium, East Rutherford Toeschouwers: 35.671 Scheidsrechter: David Gantar (CAN) |

|                                                                 |                          |       |                      |                                                                                                  |
| 7 september WK 2014 kwalificatie № «onderlinge duels» 19:00 uur | Ivoorkust                | 1 – 1 | Marokko              | Stade Félix Houphouët-Boigny, Abidjan Toeschouwers: 20.000 Scheidsrechter: Bernard Camille (SEY) |
| 7 september WK 2014 kwalificatie № «onderlinge duels» 19:00 uur | Didier Drogba 83' (pen.) |       | 53' Youssef El Arabi | Stade Félix Houphouët-Boigny, Abidjan Toeschouwers: 20.000 Scheidsrechter: Bernard Camille (SEY) |

|                                                                |                                                                  |       |                          | |
| 12 oktober WK 2014 kwalificatie № «onderlinge duels» 19:00 uur | Ivoorkust                                                        | 3 – 1 | Senegal                  | Stade Félix Houphouët-Boigny, Abidjan Toeschouwers: 30.000 Scheidsrechter: Rajindraparsad Seechurn (MRI) |
| 12 oktober WK 2014 kwalificatie № «onderlinge duels» 19:00 uur | Didier Drogba 5' (pen.) Lamine Sané 14' (e.d.) Salomon Kalou 50' |       | 90+5' Papiss Demba Cissé | Stade Félix Houphouët-Boigny, Abidjan Toeschouwers: 30.000 Scheidsrechter: Rajindraparsad Seechurn (MRI) |

|                                                                 |                       |       |                     |                                                                                         |
| 16 november WK 2014 kwalificatie № «onderlinge duels» 20:00 uur | Senegal               | 1 – 1 | Ivoorkust           | Stade Mohammed V, Casablanca Toeschouwers: 30.000 Scheidsrechter: Djamel Haimoudi (ALG) |
| 16 november WK 2014 kwalificatie № «onderlinge duels» 20:00 uur | Moussa Sow 77' (pen.) |       | 90+4' Salomon Kalou | Stade Mohammed V, Casablanca Toeschouwers: 30.000 Scheidsrechter: Djamel Haimoudi (ALG) |

### 2014
|                                                          |                                            |       |                                    |                                                                                           |
| 5 maart Vriendschappelijk № «onderlinge duels» 20:45 uur | België                                     | 2 – 2 | Ivoorkust                          | Koning Boudewijnstadion, Brussel Toeschouwers: 45.000 Scheidsrechter: Damir Skomina (SLO) |
| 5 maart Vriendschappelijk № «onderlinge duels» 20:45 uur | Marouane Fellaini 17' Radja Nainggolan 51' |       | 74' Didier Drogba 90+2' Max Gradel | Koning Boudewijnstadion, Brussel Toeschouwers: 45.000 Scheidsrechter: Damir Skomina (SLO) |

|                                                         |                               |       |                   |                                                                                        |
| 30 mei Vriendschappelijk № «onderlinge duels» 20:30 uur | Bosnië en Herz.               | 2 – 1 | Ivoorkust         | Edward Jones Dome, Saint Louis Toeschouwers: 14.101 Scheidsrechter: Jair Marrufo (USA) |
| 30 mei Vriendschappelijk № «onderlinge duels» 20:30 uur | Edin Džeko 17' Edin Džeko 53' |       | 90' Didier Drogba | Edward Jones Dome, Saint Louis Toeschouwers: 14.101 Scheidsrechter: Jair Marrufo (USA) |

|                                                         |                           |       |                               |                                                                                    |
| 4 juni Vriendschappelijk № «onderlinge duels» 20:00 uur | El Salvador               | 1 – 2 | Ivoorkust                     | Toyota Stadium, Frisco Toeschouwers: 23.000 Scheidsrechter: William Anderson (PUR) |
| 4 juni Vriendschappelijk № «onderlinge duels» 20:00 uur | Arturo Álvarez 76' (pen.) |       | 8' Gervinho 42' Didier Drogba | Toyota Stadium, Frisco Toeschouwers: 23.000 Scheidsrechter: William Anderson (PUR) |

| Wereldkampioenschap voetbal 2014 |
| -------------------------------- |

|                                                                |                                |       |                   |                                                                                   |
| 14 juni WK 2014 Groep C № «onderlinge duels» 22:00 uur (UTC−3) | Ivoorkust                      | 2 – 1 | Japan             | Arena Pernambuco, Recife Toeschouwers: 40.267 Scheidsrechter: Enrique Osses (CHI) |
| 14 juni WK 2014 Groep C № «onderlinge duels» 22:00 uur (UTC−3) | Wilfried Bony 64' Gervinho 66' |       | 16' Keisuke Honda | Arena Pernambuco, Recife Toeschouwers: 40.267 Scheidsrechter: Enrique Osses (CHI) |

|                                                                          |                                       |       |              |                                                                                               |
| 19 juni WK 2014 Groep C № «onderlinge duels» 13:00 (UTC−3) 18:00 (UTC+2) | Colombia                              | 2 – 1 | Ivoorkust    | Estádio Nacional de Brasília, Brasilia Toeschouwers: 68.748 Scheidsrechter: Howard Webb (ENG) |
| 19 juni WK 2014 Groep C № «onderlinge duels» 13:00 (UTC−3) 18:00 (UTC+2) | James Rodríguez 64' Juan Quintero 70' |       | 73' Gervinho | Estádio Nacional de Brasília, Brasilia Toeschouwers: 68.748 Scheidsrechter: Howard Webb (ENG) |

|                                                                          |                                                   |       |                   |                                                                            |
| 24 juni WK 2014 Groep C № «onderlinge duels» 17:00 (UTC−3) 22:00 (UTC+2) | Griekenland                                       | 2 – 1 | Ivoorkust         | Castelão, Fortaleza Toeschouwers: 59.095 Scheidsrechter: Carlos Vera (ECU) |
| 24 juni WK 2014 Groep C № «onderlinge duels» 17:00 (UTC−3) 22:00 (UTC+2) | Andreas Samaris 42' Georgios Samaras 90+3' (pen.) |       | 74' Wilfried Bony | Castelão, Fortaleza Toeschouwers: 59.095 Scheidsrechter: Carlos Vera (ECU) |

|  |  |  |  |  |  |  |  |  |

|                                                                                 |                                 |       |                |                                                                                        |
| 6 september Afrika Cup 2015 kwalificatie Groep D № «onderlinge duels» 19:00 uur | Ivoorkust                       | 2 – 1 | Sierra Leone   | Stade Félix Houphouët-Boigny, Abidjan Toeschouwers: ?? Scheidsrechter: Juste Zio (BFA) |
| 6 september Afrika Cup 2015 kwalificatie Groep D № «onderlinge duels» 19:00 uur | Seydou Doumbia 63' Gervinho 68' |       | 43' Kei Kamara | Stade Félix Houphouët-Boigny, Abidjan Toeschouwers: ?? Scheidsrechter: Juste Zio (BFA) |

|                                                                                  |                                                                                 |       |                |                                                                                              |
| 10 september Afrika Cup 2015 kwalificatie Groep D № «onderlinge duels» 16:00 uur | Kameroen                                                                        | 4 – 1 | Ivoorkust      | Stade Ahmadou Ahidjo, Yaoundé Toeschouwers: ?? Scheidsrechter: Rajindraparsad Seechurn (MRI) |
| 10 september Afrika Cup 2015 kwalificatie Groep D № «onderlinge duels» 16:00 uur | Clinton N'Jie 15' Vincent Aboubakar 38' Vincent Aboubakar 54' Clinton N'Jie 76' |       | 25' Yaya Touré | Stade Ahmadou Ahidjo, Yaoundé Toeschouwers: ?? Scheidsrechter: Rajindraparsad Seechurn (MRI) |

|                                                                                |                            |       |                                  |                                                                                      |
| 11 oktober Afrika Cup 2015 kwalificatie Groep D № «onderlinge duels» 16:30 uur | Congo-Kinshasa             | 1 – 2 | Ivoorkust                        | Stade des Martyrs, Kinshasa Toeschouwers: ?? Scheidsrechter: Mehdi Abid Charef (ALG) |
| 11 oktober Afrika Cup 2015 kwalificatie Groep D № «onderlinge duels» 16:30 uur | Cédric Mongongu 68' (pen.) |       | 23' Wilfried Bony 83' Max Gradel | Stade des Martyrs, Kinshasa Toeschouwers: ?? Scheidsrechter: Mehdi Abid Charef (ALG) |

|                                                                                |                                                    |       |                                                                              |                                                                                                 |
| 15 oktober Afrika Cup 2015 kwalificatie Groep D № «onderlinge duels» 19:00 uur | Ivoorkust                                          | 3 – 4 | Congo-Kinshasa                                                               | Stade Félix Houphouët-Boigny, Abidjan Toeschouwers: 14.101 Scheidsrechter: Bakary Gassama (GAM) |
| 15 oktober Afrika Cup 2015 kwalificatie Groep D № «onderlinge duels» 19:00 uur | Yaya Touré 24' Salomon Kalou 68' Salomon Kalou 72' |       | 21' Neeskens Kebano 33' Junior Kabananga 36' Jeremy Bokila 88' Jeremy Bokila | Stade Félix Houphouët-Boigny, Abidjan Toeschouwers: 14.101 Scheidsrechter: Bakary Gassama (GAM) |

|                                                                       |              |       |           |  |
| 13 november Afrika Cup 2015 kwalificatie Groep D № «onderlinge duels» | Sierra Leone | 1 – 5 | Ivoorkust |  |
| 13 november Afrika Cup 2015 kwalificatie Groep D № «onderlinge duels» |              |       |           |  |

|                                                                       |           |       |          |  |
| 18 november Afrika Cup 2015 kwalificatie Groep D № «onderlinge duels» | Ivoorkust | 0 – 0 | Kameroen |  |
| 18 november Afrika Cup 2015 kwalificatie Groep D № «onderlinge duels» |           |       |          |  |

|                                                    |                                  |       |           |                            |
| 30 november Vriendschappelijk № «onderlinge duels» | Zuid-Afrika                      | 2 – 0 | Ivoorkust | Mbombelastadion, Nelspruit |
| 30 november Vriendschappelijk № «onderlinge duels» | Bongani Zungu 31' David Zulu 52' |       |           | Mbombelastadion, Nelspruit |

### 2015
|                                                   |         |                   |           |                                |
| 11 januari Vriendschappelijk № «onderlinge duels» | Nigeria | 0 – 1             | Ivoorkust | Shaikh Zayedstadion, Abu Dhabi |
| 11 januari Vriendschappelijk № «onderlinge duels» |         | 84' Salomon Kalou |           | Shaikh Zayedstadion, Abu Dhabi |

|                                                   |           |                                        |        |                                                                       |
| 15 januari Vriendschappelijk № «onderlinge duels» | Ivoorkust | 0 – 2                                  | Zweden | Shaikh Zayedstadion, Abu Dhabi Scheidsrechter: Yaqoub Alhammadi (UAE) |
| 15 januari Vriendschappelijk № «onderlinge duels» |           | 65' Johan Mårtensson 86' Marcus Rohdén |        | Shaikh Zayedstadion, Abu Dhabi Scheidsrechter: Yaqoub Alhammadi (UAE) |

| Afrika Cup 2015 |
| --------------- |

|                                                                   |                    |       |                     |                                                                         |
| 20 januari Afrika Cup 2015 Groep D № «onderlinge duels» 17:00 uur | Ivoorkust          | 1 – 1 | Guinee              | Nuevo Estadio de Malabo, Malabo Scheidsrechter: Mehdi Abid Charef (ALG) |
| 20 januari Afrika Cup 2015 Groep D № «onderlinge duels» 17:00 uur | Seydou Doumbia 72' |       | 36' Mohamed Yattara | Nuevo Estadio de Malabo, Malabo Scheidsrechter: Mehdi Abid Charef (ALG) |

|                                                                   |                |       |                |                                                                         |
| 24 januari Afrika Cup 2015 Groep D № «onderlinge duels» 17:00 uur | Ivoorkust      | 1 – 1 | Mali           | Nuevo Estadio de Malabo, Malabo Scheidsrechter: Bouchaïb El Ahrach (MAR |
| 24 januari Afrika Cup 2015 Groep D № «onderlinge duels» 17:00 uur | Max Gradel 86' |       | 7' Bakary Sako | Nuevo Estadio de Malabo, Malabo Scheidsrechter: Bouchaïb El Ahrach (MAR |

|                                                                   |          |            |           |                                                                          |
| 28 januari Afrika Cup 2015 Groep D № «onderlinge duels» 19:00 uur | Kameroen | 0 – 1      | Ivoorkust | Nuevo Estadio de Malabo, Malabo Scheidsrechter: Eric Otogo-Castane (GAB) |
| 28 januari Afrika Cup 2015 Groep D № «onderlinge duels» 19:00 uur |          | 36' Gradel |           | Nuevo Estadio de Malabo, Malabo Scheidsrechter: Eric Otogo-Castane (GAB) |

|                                                                       |                                                    |       |                            |                                                                      |
| 1 februari Afrika Cup 2015 Kwartfinale № «onderlinge duels» 20:30 uur | Ivoorkust                                          | 3 – 1 | Algerije                   | Nuevo Estadio de Malabo, Malabo Scheidsrechter: Bakary Gassama (GAM) |
| 1 februari Afrika Cup 2015 Kwartfinale № «onderlinge duels» 20:30 uur | Wilfried Bony 26' Wilfried Bony 68' Gervinho 90+4' |       | 51' El Arbi Hillel Soudani | Nuevo Estadio de Malabo, Malabo Scheidsrechter: Bakary Gassama (GAM) |

|                                                                        |                              |       |                                                |                                                         |
| 4 februari Afrika Cup 2015 Halve finale № «onderlinge duels» 20:00 uur | Congo-Kinshasa               | 1 – 3 | Ivoorkust                                      | Estadio de Bata, Bata Scheidsrechter: Sidi Alioum (CMR) |
| 4 februari Afrika Cup 2015 Halve finale № «onderlinge duels» 20:00 uur | Dieumerci Mbokani 24' (pen.) |       | 21' Yaya Touré 41' Gervinho 68' Wilfried Kanon | Estadio de Bata, Bata Scheidsrechter: Sidi Alioum (CMR) |

|                                                                  | |              | |                                                                                 |
| 8 februari Afrika Cup 2015 Finale № «onderlinge duels» 20:00 uur | Ivoorkust | 0 – 0 (n.v.) | Ghana | Estadio de Bata, Bata Toeschouwers: 38.000 Scheidsrechter: Bakary Gassama (GAM) |
| 8 februari Afrika Cup 2015 Finale № «onderlinge duels» 20:00 uur | |              | | Estadio de Bata, Bata Toeschouwers: 38.000 Scheidsrechter: Bakary Gassama (GAM) |
| 8 februari Afrika Cup 2015 Finale № «onderlinge duels» 20:00 uur | Strafschoppen |              | | Estadio de Bata, Bata Toeschouwers: 38.000 Scheidsrechter: Bakary Gassama (GAM) |
| 8 februari Afrika Cup 2015 Finale № «onderlinge duels» 20:00 uur | Wilfried Bony Tallo Serge Aurier Seydou Doumbia Yaya Touré Salomon Kalou Kolo Touré Wilfried Kanon Eric Bailly Serey Die Barry Boubacar Copa | 9 – 8        | Wakaso Mubarak Jordan Ayew Afriyie Acquah Frank Acheampong Andre Ayew Jonathan Mensah Emmanuel Badu Harrison Afful Abdul Rahman Baba John Boye Brimah Razak | Estadio de Bata, Bata Toeschouwers: 38.000 Scheidsrechter: Bakary Gassama (GAM) |

|  |  |  |  |  |  |  |  |  |

|                                                 |                                                 |       |        |                                                                                                  |
| 26 maart Vriendschappelijk № «onderlinge duels» | Ivoorkust                                       | 2 – 0 | Angola | Stade Félix Houphouët-Boigny, Abidjan Toeschouwers: 12.400 Scheidsrechter: Boureima Sanogo (BUR) |
| 26 maart Vriendschappelijk № «onderlinge duels» | Diarrassouba Viera 24' Salomon Kalou 89' (pen.) |       |        | Stade Félix Houphouët-Boigny, Abidjan Toeschouwers: 12.400 Scheidsrechter: Boureima Sanogo (BUR) |

|                                                 |                |       |                    |                                                                                                  |
| 29 maart Vriendschappelijk № «onderlinge duels» | Ivoorkust      | 1 – 1 | Equatoriaal-Guinea | Stade Félix Houphouët-Boigny, Abidjan Toeschouwers: 28.653 Scheidsrechter: Boureima Sanogo (BUR) |
| 29 maart Vriendschappelijk № «onderlinge duels» | Max Gradel 71' |       | 13' Ibán Salvador  | Stade Félix Houphouët-Boigny, Abidjan Toeschouwers: 28.653 Scheidsrechter: Boureima Sanogo (BUR) |

|                                                |       |       |           |                                                                  |
| 14 juni Vriendschappelijk № «onderlinge duels» | Gabon | 0 – 0 | Ivoorkust | Stade d'Angondjé, Libreville Scheidsrechter: Davies Omweno (KEN) |
| 14 juni Vriendschappelijk № «onderlinge duels» |       |       |           | Stade d'Angondjé, Libreville Scheidsrechter: Davies Omweno (KEN) |

|                                                               |              |       |           |                                                                                |
| 6 september Kwalificatie Afrika Cup 2017 № «onderlinge duels» | Sierra Leone | 0 – 0 | Ivoorkust | Adokiye Amiesimakastadion, Port Harcourt Scheidsrechter: Mahamadou Keita (MLI) |
| 6 september Kwalificatie Afrika Cup 2017 № «onderlinge duels» |              |       |           | Adokiye Amiesimakastadion, Port Harcourt Scheidsrechter: Mahamadou Keita (MLI) |

|                                                  |         |                    |           | |
| 9 oktober Vriendschappelijk № «onderlinge duels» | Marokko | 0 – 1              | Ivoorkust | Adokiye Amiesimakastadion, Port Harcourt Toeschouwers: 22.000 Scheidsrechter: Youssef Sraïri (TUN) |
| 9 oktober Vriendschappelijk № «onderlinge duels» |         | 60' Seydou Doumbia |           | Adokiye Amiesimakastadion, Port Harcourt Toeschouwers: 22.000 Scheidsrechter: Youssef Sraïri (TUN) |

|                                                  |         |                    |           | |
| 9 oktober Vriendschappelijk № «onderlinge duels» | Marokko | 0 – 1              | Ivoorkust | Adokiye Amiesimakastadion, Port Harcourt Toeschouwers: 22.000 Scheidsrechter: Youssef Sraïri (TUN) |
| 9 oktober Vriendschappelijk № «onderlinge duels» |         | 60' Seydou Doumbia |           | Adokiye Amiesimakastadion, Port Harcourt Toeschouwers: 22.000 Scheidsrechter: Youssef Sraïri (TUN) |

|                                                   |                                   |       |                     |                                                          |
| 18 oktober Vriendschappelijk № «onderlinge duels» | Ghana                             | 2 – 1 | Ivoorkust           | Baba Yarastadion, Kumasi Scheidsrechter: Juste Zio (BUR) |
| 18 oktober Vriendschappelijk № «onderlinge duels» | Joel Fameyeh 45' Joel Fameyeh 89' |       | 33' Ibrahim Sangare | Baba Yarastadion, Kumasi Scheidsrechter: Juste Zio (BUR) |

|                                                   |                      |       |       |                                                                         |
| 30 oktober Vriendschappelijk № «onderlinge duels» | Ivoorkust            | 1 – 0 | Ghana | Stade Robert Champroux, Abidjan Scheidsrechter: Abderahmane Kelly (MTN) |
| 30 oktober Vriendschappelijk № «onderlinge duels» | Koffi Davy Bouah 35' |       |       | Stade Robert Champroux, Abidjan Scheidsrechter: Abderahmane Kelly (MTN) |

|                                                       |         |                    |           |                                                                                                |
| 13 november Kwalificatie WK 2018 № «onderlinge duels» | Liberia | 0 – 1              | Ivoorkust | Antoinette Tubmanstadion, Monrovia Toeschouwers: 12.000 Scheidsrechter: Youssef Essrayri (TUN) |
| 13 november Kwalificatie WK 2018 № «onderlinge duels» |         | 44' Cyriac Gohi Bi |           | Antoinette Tubmanstadion, Monrovia Toeschouwers: 12.000 Scheidsrechter: Youssef Essrayri (TUN) |

|                                                       |                                                         |       |         |                                                                                               |
| 17 november Kwalificatie WK 2018 № «onderlinge duels» | Ivoorkust                                               | 3 – 0 | Liberia | Stade Félix Houphouët-Boigny, Abidjan Toeschouwers: 12.000 Scheidsrechter: Lazard Tsiba (CGO) |
| 17 november Kwalificatie WK 2018 № «onderlinge duels» | Giovanni Sio 16' Giovanni Sio 35' Jean Michaël Seri 63' |       |         | Stade Félix Houphouët-Boigny, Abidjan Toeschouwers: 12.000 Scheidsrechter: Lazard Tsiba (CGO) |

### 2016
|                                                                              |                     |       |           |                                                                                       |
| 16 januari African Championship of Nations 2016 Groep A № «onderlinge duels» | Rwanda              | 1 – 0 | Ivoorkust | Amahorostadion, Kigali Toeschouwers: 32.000 Scheidsrechter: Hamada Nampiandraza (MAD) |
| 16 januari African Championship of Nations 2016 Groep A № «onderlinge duels» | Emery Bayisenge 16' |       |           | Amahorostadion, Kigali Toeschouwers: 32.000 Scheidsrechter: Hamada Nampiandraza (MAD) |

|                                                                              |         |                          |           |                                                             |
| 20 januari African Championship of Nations 2016 Groep A № «onderlinge duels» | Marokko | 0 – 1                    | Ivoorkust | Amahorostadion, Kigali Scheidsrechter: Tessema Bamlak (ETH) |
| 20 januari African Championship of Nations 2016 Groep A № «onderlinge duels» |         | 45' (pen.) Yannick Zakri |           | Amahorostadion, Kigali Scheidsrechter: Tessema Bamlak (ETH) |

|                                                                              |                                                                         |       |                    |                                                              |
| 24 januari African Championship of Nations 2016 Groep A № «onderlinge duels» | Ivoorkust                                                               | 4 – 1 | Gabon              | Stade Huye, Butare Scheidsrechter: Ould Ali Lemghaifry (MTN) |
| 24 januari African Championship of Nations 2016 Groep A № «onderlinge duels» | Aka Essis 20' Franck Dja Djédjé 66' Koffi Davy Bouah 77' Nilmar Blé 84' |       | 51' Franck Obambou | Stade Huye, Butare Scheidsrechter: Ould Ali Lemghaifry (MTN) |

|                                                                                  |          |                                                              |           |                                                                           |
| 30 januari African Championship of Nations 2016 Kwartfinale № «onderlinge duels» | Kameroen | 0 – 3 (n.v.)                                                 | Ivoorkust | Stade Huye, Butare Toeschouwers: 4.000 Scheidsrechter: Joshua Bondo (BOT) |
| 30 januari African Championship of Nations 2016 Kwartfinale № «onderlinge duels» |          | 95' Koffi Davy Bouah 101' Djobo Hermann 112' Serge N'Guessan |           | Stade Huye, Butare Toeschouwers: 4.000 Scheidsrechter: Joshua Bondo (BOT) |

|                                                                                   |                   |       |           |                                                                                          |
| 4 februari African Championship of Nations 2016 Halve finale № «onderlinge duels» | Mali              | 1 – 0 | Ivoorkust | Stade Régional Nyamirambo, Kigali Toeschouwers: 9.000 Scheidsrechter: Ibrahim Nour (EGY) |
| 4 februari African Championship of Nations 2016 Halve finale № «onderlinge duels» | Yves Bissouma 89' |       |           | Stade Régional Nyamirambo, Kigali Toeschouwers: 9.000 Scheidsrechter: Ibrahim Nour (EGY) |

|                                                                                             |                     |       |                                                   |                                                                                  |
| 7 februari African Championship of Nations 2016 Troostfinale № «onderlinge duels» 14:00 uur | Guinee              | 1 – 2 | Ivoorkust                                         | Amahorostadion, Kigali Toeschouwers: 22.000 Scheidsrechter: Hudu Munyemana (RWA) |
| 7 februari African Championship of Nations 2016 Troostfinale № «onderlinge duels» 14:00 uur | Alsény Camara I 86' |       | 32' (e.d.) Mohamed Youla 35' Badie Gbagnon Anicet | Amahorostadion, Kigali Toeschouwers: 22.000 Scheidsrechter: Hudu Munyemana (RWA) |

|                                                                              |              |       |        |                                                                               |
| 25 maart Kwalificatie Afrika Cup 2017 Groep I № «onderlinge duels» 17:30 uur | Ivoorkust    | 1 – 0 | Soedan | Stade Félix Houphouët-Boigny, Abidjan Scheidsrechter: Mehdi Abid Charef (ALG) |
| 25 maart Kwalificatie Afrika Cup 2017 Groep I № «onderlinge duels» 17:30 uur | Gervinho 34' |       |        | Stade Félix Houphouët-Boigny, Abidjan Scheidsrechter: Mehdi Abid Charef (ALG) |

|                                                                              |                    |       |                |                                                                |
| 29 maart Kwalificatie Afrika Cup 2017 Groep I № «onderlinge duels» 19:00 uur | Soedan             | 1 – 1 | Ivoorkust      | Khartoemstadion, Khartoem Scheidsrechter: Hudu Munyemana (RWA) |
| 29 maart Kwalificatie Afrika Cup 2017 Groep I № «onderlinge duels» 19:00 uur | Mohannad Tahir 30' |       | 17' Max Gradel | Khartoemstadion, Khartoem Scheidsrechter: Hudu Munyemana (RWA) |

|                                                         |           |       |           |                                                                                     |
| 20 mei Vriendschappelijk № «onderlinge duels» 18:00 uur | Hongarije | 0 – 0 | Ivoorkust | Groupama Arena, Boedapest Toeschouwers: 19.900 Scheidsrechter: Vlado Glođović (SRB) |
| 20 mei Vriendschappelijk № «onderlinge duels» 18:00 uur |           |       |           | Groupama Arena, Boedapest Toeschouwers: 19.900 Scheidsrechter: Vlado Glođović (SRB) |

|                                                         |                                         |       |                   |                                                                                        |
| 4 juni Vriendschappelijk № «onderlinge duels» 19:30 uur | Ivoorkust                               | 2 – 1 | Gabon             | Stade de Bouaké, Bouaké Toeschouwers: 32.000 Scheidsrechter: Ould Ali Lemghaifry (MTN) |
| 4 juni Vriendschappelijk № «onderlinge duels» 19:30 uur | Jonathan Kodjia 52' Ismaël Diomandé 72' |       | 81' Malick Evouna | Stade de Bouaké, Bouaké Toeschouwers: 32.000 Scheidsrechter: Ould Ali Lemghaifry (MTN) |

|                                                                                 |                     |       |                |                                                                   |
| 3 september Kwalificatie Afrika Cup 2017 Groep I № «onderlinge duels» 20:00 uur | Ivoorkust           | 1 – 1 | Sierra Leone   | Stade de Bouaké, Bouaké Scheidsrechter: Hamada Nampiandraza (MAD) |
| 3 september Kwalificatie Afrika Cup 2017 Groep I № «onderlinge duels» 20:00 uur | Jonathan Kodjia 35' |       | 67' Kei Kamara | Stade de Bouaké, Bouaké Scheidsrechter: Hamada Nampiandraza (MAD) |

|                                                               |                                                             |       |                     |                                                                                 |
| 8 oktober Kwalificatie WK 2018 № «onderlinge duels» 20:00 uur | Ivoorkust                                                   | 3 – 1 | Mali                | Stade de Bouaké, Bouaké Toeschouwers: 23.400 Scheidsrechter: Joshua Bondo (BOT) |
| 8 oktober Kwalificatie WK 2018 № «onderlinge duels» 20:00 uur | Jonathan Kodjia 26' Salif Coulibaly 31' (e.d.) Gervinho 34' |       | 18' Sambou Yatabaré | Stade de Bouaké, Bouaké Toeschouwers: 23.400 Scheidsrechter: Joshua Bondo (BOT) |

|                                                                 |         |       |           |                                                                     |
| 12 november Kwalificatie WK 2018 № «onderlinge duels» 21:00 uur | Marokko | 0 – 0 | Ivoorkust | Stade de Marrakech, Marrakech Scheidsrechter: Bernard Camille (SEY) |
| 12 november Kwalificatie WK 2018 № «onderlinge duels» 21:00 uur |         |       |           | Stade de Marrakech, Marrakech Scheidsrechter: Bernard Camille (SEY) |

|                                                    |           |       |           |                                                                                       |
| 15 november Vriendschappelijk № «onderlinge duels» | Frankrijk | 0 – 0 | Ivoorkust | Stade Bollaert-Delelis, Lens Toeschouwers: 35.000 Scheidsrechter: Radu Petrescu (ROM) |
| 15 november Vriendschappelijk № «onderlinge duels» |           |       |           | Stade Bollaert-Delelis, Lens Toeschouwers: 35.000 Scheidsrechter: Radu Petrescu (ROM) |

|                                                              |           |       |          |                                                                                         |
| 26 december Vriendschappelijk № «onderlinge duels» 19:00 uur | Ivoorkust | 0 – 0 | Zimbabwe | Stade Robert Champroux, Abidjan Toeschouwers: 2.114 Scheidsrechter: Denis Dembélé (CIV) |
| 26 december Vriendschappelijk № «onderlinge duels» 19:00 uur |           |       |          | Stade Robert Champroux, Abidjan Toeschouwers: 2.114 Scheidsrechter: Denis Dembélé (CIV) |

### 2017
|                                                            |                                      |       |                           |                                                                                         |
| 8 januari Vriendschappelijk № «onderlinge duels» 20:45 uur | Ivoorkust                            | 2 – 1 | Zweden                    | Sheikh Zayedstadion, Abu Dhabi Toeschouwers: 300 Scheidsrechter: Ammar Al-Junaibi (VAE) |
| 8 januari Vriendschappelijk № «onderlinge duels» 20:45 uur | Serge N'Guessan 45' Giovanni Sio 50' |       | 39' (e.d.) Wilfried Kanon | Sheikh Zayedstadion, Abu Dhabi Toeschouwers: 300 Scheidsrechter: Ammar Al-Junaibi (VAE) |

|                                                             |                                                        |       |         |                                                                                             |
| 11 januari Vriendschappelijk № «onderlinge duels» 20:45 uur | Ivoorkust                                              | 3 – 0 | Oeganda | New York University Stadium, Abu Dhabi Scheidsrechter: Yaqoub Yousef Qasim Al-Hammadi (VAE) |
| 11 januari Vriendschappelijk № «onderlinge duels» 20:45 uur | Jonathan Kodjia 51' Wilfried Zaha 58' Serge Aurier 72' |       |         | New York University Stadium, Abu Dhabi Scheidsrechter: Yaqoub Yousef Qasim Al-Hammadi (VAE) |

| Afrikaans kampioenschap voetbal 2017 |
| ------------------------------------ |

|                                                                           |           |       |      |                                                             |
| 16 januari Afrikaans kampioenschap Groep C № «onderlinge duels» 17:00 uur | Ivoorkust | 0 – 0 | Togo | Stade d'Oyem, Oyem Scheidsrechter: Eric Otogo-Castane (GAB) |
| 16 januari Afrikaans kampioenschap Groep C № «onderlinge duels» 17:00 uur |           |       |      | Stade d'Oyem, Oyem Scheidsrechter: Eric Otogo-Castane (GAB) |

|                                                                           |                                 |       |                                         |                                                        |
| 20 januari Afrikaans kampioenschap Groep C № «onderlinge duels» 17:00 uur | Ivoorkust                       | 2 – 2 | Congo-Kinshasa                          | Stade d'Oyem, Oyem Scheidsrechter: Janny Sikazwe (ZAM) |
| 20 januari Afrikaans kampioenschap Groep C № «onderlinge duels» 17:00 uur | Wilfried Bony 25' Serey Dié 67' |       | 9' Neeskens Kebano 28' Junior Kabananga | Stade d'Oyem, Oyem Scheidsrechter: Janny Sikazwe (ZAM) |

|                                                                           |                   |       |           |                                                      |
| 24 januari Afrikaans kampioenschap Groep C № «onderlinge duels» 20:00 uur | Marokko           | 1 – 0 | Ivoorkust | Stade d'Oyem, Oyem Scheidsrechter: Sidi Alioum (CMR) |
| 24 januari Afrikaans kampioenschap Groep C № «onderlinge duels» 20:00 uur | Rachid Alioui 64' |       |           | Stade d'Oyem, Oyem Scheidsrechter: Sidi Alioum (CMR) |

|  |  |  |  |  |  |  |  |  |

|                                                           |         |                                       |           |                                                                                    |
| 24 maart Vriendschappelijk № «onderlinge duels» 17:00 uur | Rusland | 0 – 2                                 | Ivoorkust | Koebanstadion, Krasnodar Toeschouwers: 26.000 Scheidsrechter: Ovidiu Haţegan (ROM) |
| 24 maart Vriendschappelijk № «onderlinge duels» 17:00 uur |         | 30' Jonathan Kodjia 70' Wilfried Zaha |           | Koebanstadion, Krasnodar Toeschouwers: 26.000 Scheidsrechter: Ovidiu Haţegan (ROM) |

|                                                           |                    |          |                       |                                                                                |
| 27 maart Vriendschappelijk № «onderlinge duels» 19:00 uur | Ivoorkust          | gestaakt | Senegal               | Stade Charléty, Parijs Toeschouwers: 10.000 Scheidsrechter: Tony Chapron (FRA) |
| 27 maart Vriendschappelijk № «onderlinge duels» 19:00 uur | Gohi Bi Cyriac 70' |          | 68' (pen.) Sadio Mané | Stade Charléty, Parijs Toeschouwers: 10.000 Scheidsrechter: Tony Chapron (FRA) |

|                                                         |                  |       |                 |                                                                    |
| 31 mei Vriendschappelijk № «onderlinge duels» 20:30 uur | Ivoorkust        | 1 – 1 | Benin           | Stade Robert Champroux, Abidjan Scheidsrechter: Kouassi Biro (CIV) |
| 31 mei Vriendschappelijk № «onderlinge duels» 20:30 uur | Inza Diabaté 69' |       | 80' Nabil Yarou | Stade Robert Champroux, Abidjan Scheidsrechter: Kouassi Biro (CIV) |

|                                                         |                                                                                                 |       |           |                                                                              |
| 4 juni Vriendschappelijk № «onderlinge duels» 19:30 uur | Nederland                                                                                       | 5 – 0 | Ivoorkust | De Kuip, Rotterdam Toeschouwers: 33.500 Scheidsrechter: Harald Lechner (AUT) |
| 4 juni Vriendschappelijk № «onderlinge duels» 19:30 uur | Joël Veltman 13' Arjen Robben 32' (pen.) Joël Veltman 36' Davy Klaassen 69' Vincent Janssen 75' |       |           | De Kuip, Rotterdam Toeschouwers: 33.500 Scheidsrechter: Harald Lechner (AUT) |

|                                                                             |                                       |       |                                                     |                                                           |
| 10 juni Kwalificatie Afrika Cup 2019 Groep H № «onderlinge duels» 18:00 uur | Ivoorkust                             | 2 – 3 | Guinee                                              | Stade Bouaké, Bouaké Scheidsrechter: Hélder Martins (ANG) |
| 10 juni Kwalificatie Afrika Cup 2019 Groep H № «onderlinge duels» 18:00 uur | Seydou Doumbia 14' Seydou Doumbia 61' |       | 31' Sadio Diallo 65' François Kamano 78' Naby Keïta | Stade Bouaké, Bouaké Scheidsrechter: Hélder Martins (ANG) |

|                                                                   |                                                   |       |                    |                                                                             |
| 13 augustus Kwalificatie CHAN 2018 № «onderlinge duels» 17:00 uur | Niger                                             | 2 – 1 | Ivoorkust          | Stade Général-Seyni-Kountché, Niamey Scheidsrechter: Juste Ephrem Zio (BUR) |
| 13 augustus Kwalificatie CHAN 2018 № «onderlinge duels» 17:00 uur | Imrana Seyni 44' Idrissa Halidou Garba 85' (pen.) |       | 45+2' Fabius Dosso | Stade Général-Seyni-Kountché, Niamey Scheidsrechter: Juste Ephrem Zio (BUR) |

|                                                                   |                   |       |       |                                                                                  |
| 19 augustus Kwalificatie CHAN 2018 № «onderlinge duels» 16:00 uur | Ivoorkust         | 1 – 0 | Niger | Stade Robert Champroux, Abidjan Scheidsrechter: Hélder Martins de Carvalho (ANG) |
| 19 augustus Kwalificatie CHAN 2018 № «onderlinge duels» 16:00 uur | Banfa Sylla 90+7' |       |       | Stade Robert Champroux, Abidjan Scheidsrechter: Hélder Martins de Carvalho (ANG) |

|                                                                         |       |                                                      |           | |
| 2 september Kwalificatie WK 2018 Groep C № «onderlinge duels» 17:00 uur | Gabon | 0 – 3                                                | Ivoorkust | Stade de Franceville, Franceville Toeschouwers: 23.000 Scheidsrechter: Bamlak Tessema Weyesa (ETH) |
| 2 september Kwalificatie WK 2018 Groep C № «onderlinge duels» 17:00 uur |       | 53' Max Gradel 77' Seydou Doumbia 83' Seydou Doumbia |           | Stade de Franceville, Franceville Toeschouwers: 23.000 Scheidsrechter: Bamlak Tessema Weyesa (ETH) |

|                                                                         |                   |       |                                |                                                                                 |
| 5 september Kwalificatie WK 2018 Groep C № «onderlinge duels» 17:30 uur | Ivoorkust         | 1 – 2 | Gabon                          | Stade Bouaké, Bouaké Toeschouwers: 12.948 Scheidsrechter: Malang Diedhiou (SEN) |
| 5 september Kwalificatie WK 2018 Groep C № «onderlinge duels» 17:30 uur | Maxwel Cornet 58' |       | 19' Axel Méyé 29' Mario Lemina | Stade Bouaké, Bouaké Toeschouwers: 12.948 Scheidsrechter: Malang Diedhiou (SEN) |

|                                                                       |      |       |           |                                                                                               |
| 6 oktober Kwalificatie WK 2018 Groep C № «onderlinge duels» 19:00 uur | Mali | 0 – 0 | Ivoorkust | Stade du 26 Mars, Bamako Toeschouwers: 8.960 Scheidsrechter: Hélder Martins de Carvalho (ANG) |
| 6 oktober Kwalificatie WK 2018 Groep C № «onderlinge duels» 19:00 uur |      |       |           | Stade du 26 Mars, Bamako Toeschouwers: 8.960 Scheidsrechter: Hélder Martins de Carvalho (ANG) |

|                                                                         |           |                                   |         |                                                                                                 |
| 11 november Kwalificatie WK 2018 Groep C № «onderlinge duels» 17:30 uur | Ivoorkust | 0 – 2                             | Marokko | Stade Félix Houphouët-Boigny, Abidjan Toeschouwers: 32.000 Scheidsrechter: Bakary Gassama (GAM) |
| 11 november Kwalificatie WK 2018 Groep C № «onderlinge duels» 17:30 uur |           | 24' Nabil Dirar 30' Mehdi Benatia |         | Stade Félix Houphouët-Boigny, Abidjan Toeschouwers: 32.000 Scheidsrechter: Bakary Gassama (GAM) |

### 2018
|                                                           |                                 |       |                                   |                                                                                            |
| 24 maart Vriendschappelijk № «onderlinge duels» 20:00 uur | Togo                            | 0 – 2 | Ivoorkust                         | Stade Pierre Brisson, Beauvais Toeschouwers: 1.000 Scheidsrechter: Hakim Ben El Hadj (FRA) |
| 24 maart Vriendschappelijk № «onderlinge duels» 20:00 uur | Floyd Ayité 42' Floyd Ayité 55' |       | 16' Nicolas Pépé 24' Nicolas Pépé | Stade Pierre Brisson, Beauvais Toeschouwers: 1.000 Scheidsrechter: Hakim Ben El Hadj (FRA) |

|                                                           |                                   |       |                  |                                                                                    |
| 27 maart Vriendschappelijk № «onderlinge duels» 21:00 uur | Ivoorkust                         | 2 – 1 | Moldavië         | Stade Pierre Brisson, Beauvais Toeschouwers: 2.000 Scheidsrechter: Genc Nuza (KOS) |
| 27 maart Vriendschappelijk № «onderlinge duels» 21:00 uur | Roger Assalé 20' Nicolas Pépé 44' |       | 59' Artur Ioniţă | Stade Pierre Brisson, Beauvais Toeschouwers: 2.000 Scheidsrechter: Genc Nuza (KOS) |

FIF · A-internationals · Selecties · Bondscoaches · Statistieken · Ivoriaans vrouwenelftal · Ivoorkust U21 · Ivoorkust U20 · Ivoorkust U19 · Ivoorkust U18 · Ivoorkust U17
1960 – 1969 ·
1970 – 1979 ·
1980 – 1989 ·
1990 – 1999 ·
2000 – 2009 ·
2010 – 2019 ·
2020 − 2029
WK 2006 · 
WK 2010 · 
WK 2014
OS 2008 · 
OS 2020
1960 ·
1961 ·
1962 ·
1963 ·
1964 · 
1965 ·
1966 · 
1967 ·
1968 ·
1969 ·
1970 ·
1971 ·
1972 ·
1973 ·
1974 ·
1975 ·
1976 ·
1977 ·
1978 · 
1979 ·
1980 ·
1981 · 
1982 ·
1983 ·
1984 ·
1985 ·
1986 ·
1987 ·
1988 ·
1989 ·
1990 ·
1991 ·
1992 · 
1993 · 
1994 · 
1995 · 
1996 · 
1997 · 
1998 · 
1999 · 
2000 · 
2001 · 
2002 · 
2003 · 
2004 · 
2005 · 
2006 · 
2007 · 
2008 · 
2009 · 
2010 · 
2011 · 
2012 · 
2013 ·
2014 ·
2015 ·
2016 ·
2017 ·
2018 ·
2019 ·
2020 ·
2021 ·
2022 ·
2023 ·
2024
Algerije ·
Angola ·
Argentinië ·
België ·
Benin ·
Bosnië en Herzegovina ·
Botswana ·
Brazilië ·
Burkina Faso ·
Burundi ·
Centraal-Afrikaanse Republiek ·
Chili ·
Colombia ·
Comoren ·
Congo-Brazzaville ·
Congo-Kinshasa ·
Duitsland ·
Egypte ·
El Salvador ·
Engeland ·
Equatoriaal-Guinea ·
Ethiopië ·
Frankrijk ·
Gabon ·
Gambia ·
Ghana ·
Griekenland ·
Guinee ·
Guinee-Bissau ·
Hongarije ·
Israël ·
Italië ·
Japan ·
Jordanië ·
Kameroen ·
Kenia ·
Koeweit ·
Lesotho ·
Liberia ·
Libië ·
Madagaskar ·
Malawi ·
Mali ·
Marokko ·
Mauritanië ·
Mauritius ·
Mexico ·
Moldavië ·
Mozambique ·
Namibië ·
Nederland ·
Niger ·
Nigeria ·
Noord-Korea ·
Oeganda ·
Oostenrijk ·
Paraguay ·
Polen ·
Portugal ·
Qatar ·
Roemenië ·
Rusland ·
Rwanda ·
Senegal ·
Servië en Montenegro ·
Seychellen ·
Sierra Leone ·
Slovenië ·
Soedan ·
Spanje ·
Tanzania ·
Togo ·
Tsjaad ·
Tunesië ·
Turkije ·
Uruguay ·
Verenigde Staten ·
Zambia ·
Zimbabwe ·
Zuid-Afrika ·
Zuid-Korea ·
Zweden ·
Zwitserland
Argentinië (2006) · 
Colombia (2014) ·
Ghana (2015) ·
Griekenland (2014) · 
Japan (2014) ·  
Nederland (2006) · 
Noord-Korea (2010) · 
Servië en Montenegro (2006) ·
Zambia (2012)
AFC-zone: Afghanistan · Australië · Bahrein · Bangladesh · Bhutan · Brunei · Cambodja · China · Chinees Taipei · Filipijnen · Guam · Hongkong · India · Indonesië · Iran · Irak · Japan · Jemen · Jordanië · Koeweit · Kirgizië · Laos · Libanon · Macau · Maleisië · Maldiven · Mongolië · Myanmar · Nepal · Noord-Korea · Oezbekistan · Oman · Oost-Timor · Pakistan · Palestina · Qatar · Saoedi-Arabië · Singapore · Sri Lanka · Syrië · Tadjikistan · Thailand · Turkmenistan · Verenigde Arabische Emiraten · Vietnam · Zuid-Korea

CAF-zone: Algerije · Angola · Benin · Botswana · Burkina Faso · Burundi · Centraal-Afrikaanse Republiek · Comoren · Congo-Brazzaville · Congo-Kinshasa · Djibouti · Egypte · Equatoriaal-Guinea · Eritrea · Ethiopië · Gabon · Gambia · Ghana · Guinee · Guinee-Bissau · Ivoorkust · Kaapverdië · Kameroen · Kenia · Lesotho · Liberia · Libië · Madagaskar · Malawi · Mali · Mauritanië · Mauritius · Marokko · Mozambique · Namibië · Niger · Nigeria · Oeganda · Rwanda · Sao Tomé en Principe · Senegal · Seychellen · Sierra Leone · Soedan · Somalië · Swaziland · Tanzania · Togo · Tsjaad · Tunesië · Zambia · Zimbabwe · Zuid-Afrika · Zuid-Soedan 

CONCACAF-zone: Amerikaanse Maagdeneilanden · Anguilla · Antigua en Barbuda · Aruba · Bahama's · Barbados · Belize · Bermuda · Britse Maagdeneilanden · Canada · Kaaimaneilanden · Costa Rica · Cuba · Curaçao · Dominica · Dominicaanse Republiek · El Salvador · Frans Guyana · Grenada · Guadeloupe · Guatemala · Guyana · Haïti · Honduras · Jamaica · Martinique · Mexico · Montserrat · 
Nicaragua · Panama · Puerto Rico · Saint Kitts en Nevis · Saint Lucia · Saint Vincent en de Grenadines · Sint Maarten · Suriname · Trinidad en Tobago · Turks- en Caicoseilanden · Verenigde Staten

CONMEBOL-zone: Argentinië · Bolivia · Brazilië · Chili · Colombia · Ecuador · Paraguay · Peru · Uruguay · Venezuela

OFC-zone: Amerikaans-Samoa · Cookeilanden · Fiji · Nieuw-Caledonië · Nieuw-Zeeland · Papoea-Nieuw-Guinea · Samoa · Salomoneilanden · Tahiti · Tonga · Vanuatu

UEFA-zone: Albanië · Andorra · Armenië · Azerbeidzjan · België · Bosnië en Herzegovina · Bulgarije · Cyprus · Denemarken · Duitsland · Engeland · Estland · Faeröer · Finland · Frankrijk · Georgië · Gibraltar · Griekenland · Hongarije · IJsland · Ierland · Israël · Italië · Kazachstan · Kosovo · Kroatië · Letland · Liechtenstein · Litouwen · Luxemburg · Macedonië · Malta · Moldavië · Montenegro · Nederland · Noord-Ierland · Noorwegen · Oekraïne · Oostenrijk · Polen · Portugal · Roemenië · Rusland · San Marino · Schotland · Servië · Slovenië · Slowakije · Spanje · Tsjechië · Turkije · Wales · Wit-Rusland · Zweden · Zwitserland